# Santamaria (motormerk)
Santamaria is een historisch Italiaans merk van motorfietsen. 
Het merk werd geproduceerd door Giuseppe Santamaria uit de Italiaanse plaats Novi Ligure in de provincie Alessandria tussen 1951 en 1963. Santamaria bouwde goede tweetakten met 49-, 69-, 98-, 123- en 147 cc, met inbouwmotoren van Minarelli, Zündapp, Sachs, ILO, Franco Morini en tigrotto.